# بوبر مرداب
بوبر مرداب (نام علمی: Thescelocichla leucopleura) نام یک گونه از تیره خرمابلبلان است.